# 九尾狐

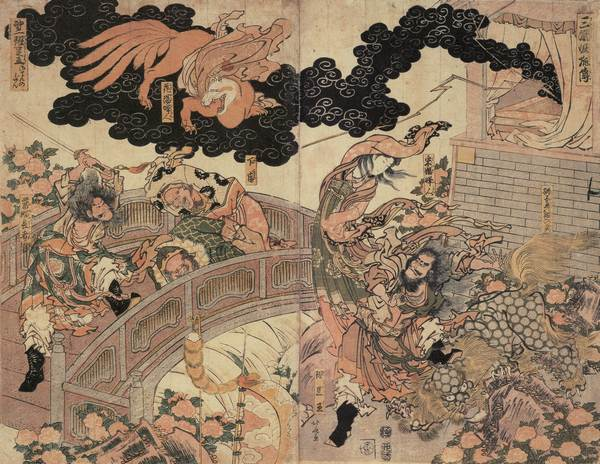
葛饰北斋『三国妖狐伝 第一斑足王ごてんのだん』 成爲南天竺的華陽夫人的白面金毛九尾狐失敗滅國而逃走之圖

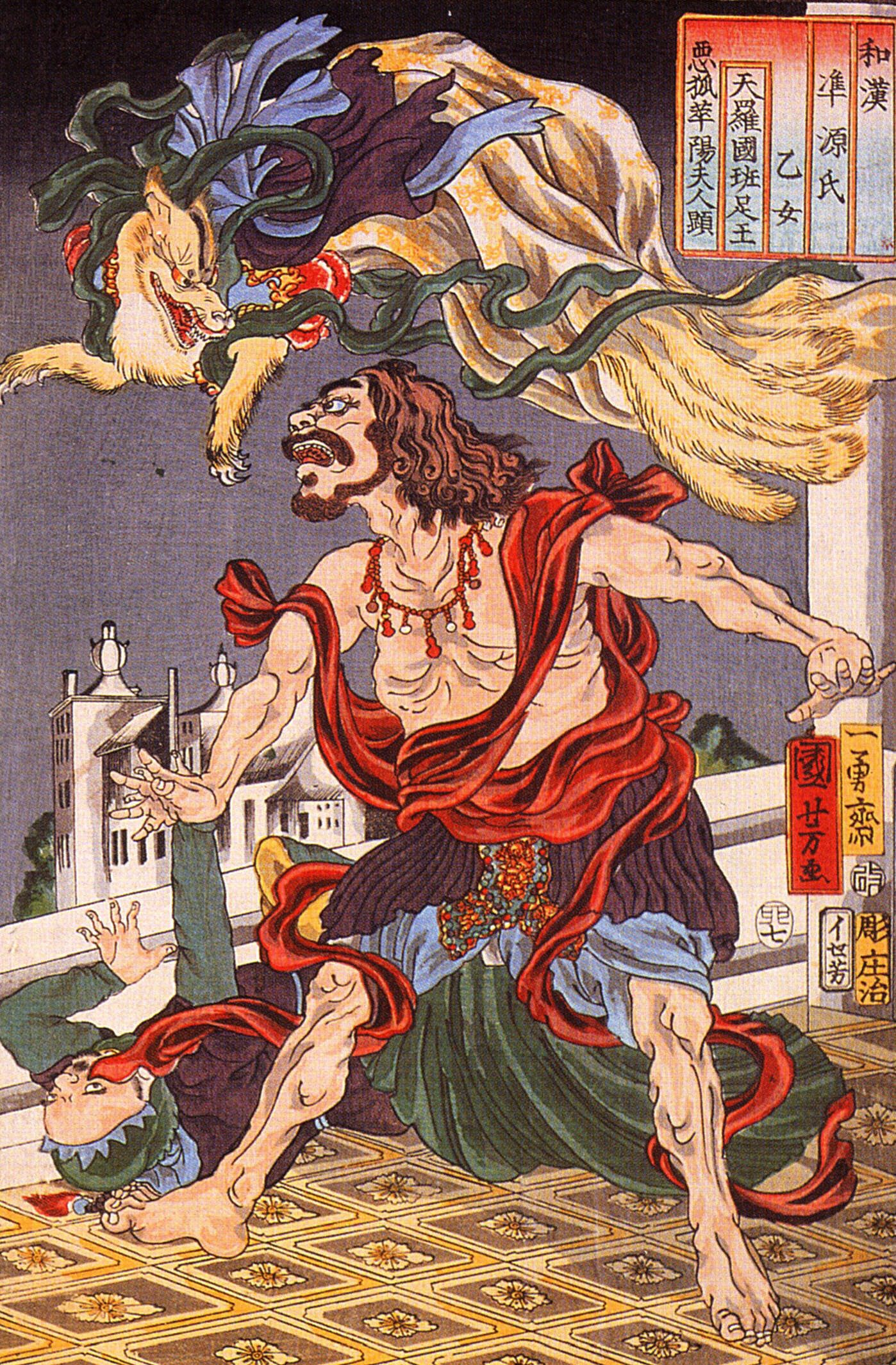
班足太子與九尾狐。歌川国芳的浮世繪

九尾狐，中国神話生物，山海经《南山经》云：「青丘之山，有兽焉，其状如狐而九尾。」还有《海外东经》云：「青丘国在其北，其狐四足九尾。」《大荒东经》云：「有青丘之国，有狐九尾。」
在《山海经》描述九尾狐叫声像婴儿，虽然它吃人，但人吃它本身也有驱邪的作用。

## 流传
相传狐狸有灵足，尾巴聚灵氣，尾一分为二，终至九尾。九尾狐有不死之身而且会喷火。傳說吃下九尾狐的肉就不會受到魅惑還可以避開妖邪之氣。
九尾狐至少在宋代以前都是屬於祥獸，在春秋戰國時期發掘出的墓葬群，其墓室壁畫不乏有九尾狐與四神獸一起的圖畫，另有說法指出九尾狐為西王母的座騎，且其毛色單一，故有著謙遜之意。
約宋代後，九尾狐才開始偏向魅惑、欺騙等形象。及至明代小說《封神演義》成書後，九尾狐為惡獸的觀念已大致成定局；在《封神演義》中，九尾狐乃奉女娲之命前去誘惑商紂王，而後周武王伐纣，九尾狐化身妲己，做了許多壞事讓紂王失去了民心與江山。民間傳說亦流傳九尾狐會化身各種人物以媚惑欺騙，因此狐狸便成為狡猾的代名詞。
九尾狐的传说也流傳到了日本、朝鲜半岛和越南。

## 相關
- 妲己
- 狐狸精
- 白面金毛九尾狐
- 九尾龜

## 大眾文化
- 動漫「潮與虎」終極妖怪-白面者
- 動漫《非人哉》的主角之一九月
- 動漫《靈異教師神眉》的九尾妖狐
- 動漫《火影忍者》主角漩渦鳴人體內的尾獸
- 2020年中国动画电影《姜子牙》的反派九尾／妖后
- 2020年中国电影《赤狐书生》中作为高阶狐妖登场
- 2021年美国电影《尚气与十环传奇》中作为灵兽登场
- 遊戲《無雙OROCHI系列》（光榮公司開發，小松由佳配音）
- 遊戲《寶可夢》的九尾
- 彩虹社英語分部的三期成員之一Nina Kosaka設定即為掌管天空的九尾狐
- 2022年日本特攝《假面騎士GEATS》中主角騎士的最終形態「GEATS IX」
- 輕小說《妖怪旅館營業中》中角色銀次的所屬種族
- 輕小說《淺草鬼妻日記》中角色叶冬夜的前世和其式神葛葉，及該系列作最終反派水屑的所屬種族

## 外部鏈接
青空文庫：
- （页面存档备份，存于） 岡本綺堂
- （页面存档备份，存于） 岡本綺堂
- （页面存档备份，存于） 楠山正雄